# Open Season 3
Open Season 3 (Nederlands: Baas in eigen bos 3) is een Amerikaanse computeranimatiefilm uit 2010. De film is het vervolg op de computeranimatiefilms Open Season en Open Season 2. De film werd geproduceerd door Sony Pictures Animation en geregisseerd door Cody Cameron.

## Verhaal
In het derde deel van de animatieserie keren Boog, Elliot en de andere bosdieren terug. Wanneer Elliot het jaarlijkse uitstapje besluit af te gelasten is Boog teleurgesteld. Boog onderneemt dan maar zelf de geplande reis richting een circus. Daar wisselt hij van plaats met Doug, een sjofele circusbeer die het circusleven moe is. Wanneer hij Ursa ontmoet, besluit hij uit liefde de plaats van Doug in te nemen en belandt hij zelf in de circusring. Wat een eerlijke ruil aanbod leek blijkt oplichting te zijn, want Doug wilde alleen maar ontsnappen. Wanneer de bosdieren dan eindelijk merken dat Boog is verdwenen ondernemen ze zelf een tocht om Boog en ook Ursa te redden.

## Rolverdeling
| Personage                            | Stem                |
| ------------------------------------ | ------------------- |
| Boog / Doug                          | Matthew J. Munn     |
| Elliot / Ian / Reilly / Buddy / Deni | Matthew W. Taylor   |
| Giselle / Ursa                       | Melissa Sturm       |
| Gisela                               | Karey Scott Collins |
| Giselita                             | Ciara Bravo         |
| Elvis                                | Harrison Fahn       |
| Alistair                             | Dana Snyder         |
| McSquizzy                            | André Sogliuzzo     |